# 김병헌 (교육인)
김병헌(金柄憲, 1958년 1월 22일 ~ )은 대한민국의 저술가 겸 교육인이다. 국사교과서연구소 소장 겸 위안부법폐지국민행동 대표이다.  

## 이력

### 주요 경력
- 성균관대학교 강사 경원대학교 강사 중앙대 강사
- 대한민국 독립기념관 전문위원
- 주식회사 사문원 대표이사

## 저서
- 『정산 사자소학』 (1996년, 태학사)
- 『국역 사재집(思齋集)』 [아담엔달리-공역]
- 『국역 촌가구급방(村家救急方)』 [아담엔달리-공역]
- 『역주 이아주소(爾雅注疏) 전6권』 [한국연구재단 동서양 명저 번역-공역]
- 『화사 이관구의 언행록』 [독립기념관-공역]
- 『중정 남한지』 [광주문화원-공역]
- 『완벽대비 한자능력검정시험』 9권(2급~8급) [조선북스]
- 『國史, 이대로 가르칠 것인가! - 고등학교 한국사 교과서 오류 분석』(2018, 블루&노트)
- 『30년간의 위안부 왜곡 - 빨간 수요일』(2021, 미래사)